# کوه کانن
کوه کانن (به انگلیسی: Mount Cannon) یک کوه در ایالات متحده آمریکا است که در مونتانا واقع شده‌است. کوه کانن ۲٬۷۲۹٫۸۲ متر بالاتر از سطح دریا واقع شده‌است.